# نيوس مارماراس
نيوس مارماراس (Νέος Μαρμαράς) هي مدينة في هالكيديكي في مقاطعة فوريا إلادا في اليونان.